# Vladimír Čech starší
Vladimír Čech (21. září 1916, Mirhorod – 24. prosince 1990, Praha) byl herec, hlasatel, spíkr, otec herce a moderátora Vladimíra Čecha. Bývá často zaměňován s režisérem a scenáristou Vladimírem Čechem (1914 – 1992), který se narodil 25. října 1914 v Českých Budějovicích jako Vladimír Zdeněk Hetzl.
Vladimír Čech starší se narodil v ukrajinském Mirhorodu. Během nacistické okupace odešel do Prahy. Do české kinematografie pronikl jako herec až v 60. letech, kdy již pracoval převážně v Československém rozhlasu Praha a kde setrval až do odchodu do penze.
Z manželství s rozhlasovou a televizní hlasatelkou Hedou Čechovou se jim 6. července 1951 narodil herec a moderátor Vladimír Čech mladší.
Vladimír Čech starší zemřel na Štědrý den 24. prosince 1990 v Praze ve věku čtyřiasedmdesáti let.[zdroj?]